# Mangmi-dong
Mangmi-dong (koreanska: 망미동) är en stadsdel i staden Busan i den sydöstra delen av Sydkorea, 300 km sydost om huvudstaden Seoul. Den ligger i stadsdistriktet Suyeong-gu.
Administrativt är Mangmi-dong indelat i:
| Namn    | Namn              | Yta km² | Invånare 31 dec 2018 |
| ------- | ----------------- | ------- | -------------------- |
| 망미1동 | Mangmi 1(il)-dong | 1,82    | 26 629               |
| 망미2동 | Mangmi 2(i)-dong  | 0,81    | 12 443               |